# Nagalapuram
Nagalapuram  est un village du district de Tirupati dans l'État d'Andhra Pradesh en Inde. 
Selon le recensement de l'Inde de 2011, la localité compte une population de 11 166 habitants.